# بيكو ريفيرا (كاليفورنيا)
بيكو ريفيرا (بالإنجليزية: Pico Rivera)‏ هي إحدى مدن مقاطعة لوس أنجليس، كاليفورنيا. تم إعطاءها لقب مدينة في 29 يناير، 1958.

## التركيبة السكانية
حدّد مكتب تعداد الولايات المتحدة بيانات التركيبة السكانية لبيكو ريفيرا في تعداد الولايات المتحدة. في ما يلي، التركيبة السكانية حسب تعدادي 2000 و2010.

### تعداد عام 2000
بلغ عدد سكان بيكو ريفيرا 63,428 نسمة بحسب تعداد عام 2000، وبلغ عدد الأسر 16,468 أسرة وعدد العائلات 13,872 عائلة مقيمة في المدينة. في حين سجلت الكثافة السكانية 2,757.7 نسمة لكل كيلومتر مربع (7,142.4/ميل2). وبلغ عدد الوحدات السكنية 16,807 وحدة بمتوسط كثافة قدره 730.7 لكل كيلومتر مربع (1,892.5/ميل2).
وتوزع التركيب العرقي للمدينة بنسبة 49.44% من البيض و0.71% من الأمريكيين الأفارقة و1.35% من الأمريكيين الأصليين و2.65% من الأمريكيين ذوي الأصول الآسيوية و0.12% من سكان جزر المحيط الهادئ و40.28% من الأعراق الأخرى و5.44% من عرقين مختلطين أو أكثر و88.29% من الهسبانيون أو اللاتينيون من أي عرق.
بلغ عدد الأسر 16,468 أسرة كانت نسبة 54.1% منها لديها أطفال تحت سن الثامنة عشر تعيش معهم، وبلغت نسبة الأزواج القاطنين مع بعضهم البعض 58.7% من أصل المجموع الكلي للأسر، ونسبة 17.8% من الأسر كان لديها معيلات من الإناث دون وجود شريك،  بينما كانت نسبة 7.8% من الأسر لديها معيلون من الذكور دون وجود شريكة وكانت نسبة 15.8% من غير العائلات. تألفت نسبة 12.8% من أصل جميع الأسر من عدة أفراد يعيشون في نفس المنزل ونسبة 6.6% كانت تتألف من شخص يعيش بمفرده يبلغ من العمر 65 عاماً أو أكثر. وبلغ متوسط حجم الأسرة المعيشية 3.83، أما متوسط حجم العائلات فبلغ 4.12.
بلغ العمر الوسطي للسكان 30.6 عاماً. وكانت نسبة 31% من القاطنين تحت سن الثامنة عشر، وكانت نسبة 10.5% بين الثامنة عشر والرابعة والعشرين عاماً، ونسبة 29.7% كانت واقعةً في الفئة العمرية ما بين الخامسة والعشرين والرابعة والأربعين عاماً، ونسبة 17.7% كانت ما بين الخامسة والأربعين والرابعة والستين، ونسبة 10.6% كانت ضمن فئة الخامسة والستين عاماً فما فوق. يوجد لكل 100 أنثى 96.7 ذكر، ويوجد لكل 100 أنثى في الثامنة عشر من عمرها فما فوق 93.7 ذكر.
بلغ متوسط دخل الأسرة في المدينة 41,564 دولارًا، أما متوسط دخل العائلة فبلغ 45,422 دولارًا. وكان متوسط دخل الذكور 29,397 دولارًا مقابل 24,491 دولارًا للإناث. وسجل دخل الفرد الخاص بالمدينة 13,011 دولارًا. وكانت نسبة 11.6% من العائلات ونسبة 12.6% من السكان تحت خط الفقر، وكان من هؤلاء نسبة 16.3% تحت سن الثامنة عشر ونسبة 9% في الخامسة والستين من العمر وما فوق.

### تعداد عام 2010
بلغ عدد سكان بيكو ريفيرا 62,942 نسمة بحسب تعداد عام 2010، وبلغ عدد الأسر 16,566 أسرة وعدد العائلات 13,647 عائلة مقيمة في المدينة. في حين سجلت الكثافة السكانية 2,736.6 نسمة لكل كيلومتر مربع (7,087.8/ميل2). وبلغ عدد الوحدات السكنية 17,109 وحدة بمتوسط كثافة قدره 743.9 لكل كيلومتر مربع (1,926.7/ميل2).
وتوزع التركيب العرقي للمدينة بنسبة 59.44% من البيض و0.96% من الأمريكيين الأفارقة و1.38% من الأمريكيين الأصليين و2.56% من الأمريكيين ذوي الأصول الآسيوية و0.07% من سكان جزر المحيط الهادئ و31.88% من الأعراق الأخرى و3.71% من عرقين مختلطين أو أكثر و91.20% من الهسبانيون أو اللاتينيون من أي عرق.
بلغ عدد الأسر 16,566 أسرة كانت نسبة 48.7% منها لديها أطفال تحت سن الثامنة عشر تعيش معهم، وبلغت نسبة الأزواج القاطنين مع بعضهم البعض 53.4% من أصل المجموع الكلي للأسر، ونسبة 20.1% من الأسر كان لديها معيلات من الإناث دون وجود شريك،  بينما كانت نسبة 8.9% من الأسر لديها معيلون من الذكور دون وجود شريكة وكانت نسبة 17.6% من غير العائلات. تألفت نسبة 13.7% من أصل جميع الأسر من عدة أفراد يعيشون في نفس المنزل ونسبة 7% كانت تتألف من شخص يعيش بمفرده يبلغ من العمر 65 عاماً أو أكثر. وبلغ متوسط حجم الأسرة المعيشية 3.77، أما متوسط حجم العائلات فبلغ 4.10.
بلغ العمر الوسطي للسكان 34.0 عاماً. وكانت نسبة 26.7% من القاطنين تحت سن الثامنة عشر، وكانت نسبة 11.1% بين الثامنة عشر والرابعة والعشرين عاماً، ونسبة 27.4% كانت واقعةً في الفئة العمرية ما بين الخامسة والعشرين والرابعة والأربعين عاماً، ونسبة 22.8% كانت ما بين الخامسة والأربعين والرابعة والستين، ونسبة 12.1% كانت ضمن فئة الخامسة والستين عاماً فما فوق. وتوزع التركيب الجنسي للسكان بنسبة 48.8% ذكور و51.2% إناث.

## توأمة
لبيكو ريفيرا (كاليفورنيا) اتفاقيات توأمة مع:
- مدينة سان لويس بوتوسي

## أعلام
- ريكو راموس
- دنيس موريسون
- جانيت خورادو
- كريستيان رولدان
- جنيفر ماريا سيم